# Первый Всебелорусский съезд
Первый Всебелорусский съезд (бел. Першы Усебеларускі з’езд) — представительский форум в Беларуси, созванный Великой белорусской радой. Проходил с 5 по 18 декабря 1917 года, однако принял лишь первые постановления и работу не завершил, так как был разогнан большевиками.

## История
Идея созыва съезда представителей от населённых преимущественно белорусами губерний появилась среди представителей самых разнонаправленных белорусских политических организаций ещё весной 1917 года. О намерении его проведения было заявлено представителями белорусских движений на совещании в Москве в сентябре 1917 года, и др. В первой половине ноября была опубликована от имени Великой белорусской рады, Центральной белорусской военной рады, белорусского Исполкома Западного фронта воззвание «Да ўсяго народа беларускага» (Ко всему белорусскому народу). В нём предлагалось провести начиная с 5 (18) декабря 1917 года в Минске «Всебелорусский съезд». До 14 декабря было зарегистрировано около 1800 делегатов. Постоянного числа участников съезда определено не было.
На первом заседании Всебелорусского съезда присутствовали 1872 делегата, из них 1167 с правом решающего голоса, которые представляли практически все слои белорусского населения. Из общественно-политических группировок были представлены: беспартийные землячества — минское, могилёвское, витебское, гродненское, смоленское, виленское; фракции: эсеров — правых и левых, социал-демократов — большевиков, меньшевиков и интернационалистов, Белорусской социалистической громады и др.; представители государственных организаций — земств, городских управ, профсоюзов, комземов, солдатских депутатов и представителей беженцев, а также Советов. По сословной принадлежности делегаты были преимущественно крестьянского происхождения.
Съезд признал право белорусского народа на самоопределение и демократическую форму правления. Во время его проведения выявились серьёзные расхождения в мировоззрении и политических взглядах его участников, в частности между членами Белорусской социалистической громады и «областниками» (сторонниками БОК), представителями преимущественно восточных областей Белоруссии. Так, если первые выступали за широкую автономию и даже независимость, вторые придерживались курса на сохранение союза с Россией.
Существенными были расхождения и в плане дальнейшего белорусского политического устройства. Часть делегатов выступала за буржуазный путь развития. Большинство же депутатов придерживалось левых взглядов, от левоцентристских до социалистических. Часть делегатов приехала на съезд от пророссийских партий, незадолго до того планировавших альтернативный просоветский съезд, но затем пошедших на соглашение с Первым Всебелорусским съездом.
На съезде были избраны его Рада из 71 представителя различных партий и исполком Рады.
Вечером 17 декабря было решено провести совещание совета съезда с лидерами фракций и землячеств для согласования и принятия общей резолюции.
После долгих дискуссий удалось выработать единый текст постановления о самоопределении Белоруссии и временной краевой власти. Документ был зачитан делегатам съезда в 1 час 15 минут 18 декабря. Резолюция состояла из 15 пунктов, среди которых центральное место занимал первый. В нём подчеркивалось, что:
«закрепляя свое право на самоопределение, провозглашённое российской революцией, и утверждая республиканский демократический строй в пределах Белорусской земли, для спасения родного края и ограждения его от раздела и отторжения от Российской Демократической Федеративной Республики, 1-й Всебелорусский Съезд постановляет: немедленно образовать из своего состава орган краевой власти в лице всебелорусского совета крестьянских, солдатских и рабочих депутатов, который временно становится во главе управления краем, вступая в деловые отношения с центральной властью, ответственной перед советом рабочих, солдатских и крестьянских депутатов».
В резолюции отмечалось, что указанный орган местной власти концентрирует в себе все функции ответственного управления краем, он должен принять меры к скорейшему созыву Белорусского учредительного собрания, который должен определить судьбу белорусского народа. Остальные пункты резолюции касались организации белорусской армии, решения земельного вопроса, установления народного контроля над производством и торговлей и др.
Предложенная резолюция имела компромиссный характер, в ней учитывались интересы всех делегатов съезда: и ВБР, и БОК. В резолюции даже не употреблялась формулировка автономная Белоруссия. Речь шла об управлении краем, белорусской земле, российской федерации и связи с центральной властью.
Делегаты успели единогласно принять только первый пункт резолюции. В ночь с 17 на 18 декабря 1917 года в здание, в котором проходило заседание Первого всебелорусского съезда, было окружено большевиками. В зал, где заседали делегаты, зашел комиссар внутренних дел Западной области Людвиг Резавский, который руководил разгоном, и вместе с главой города и гарнизона Николаем Кривошеиным, явившемся на съезд пьяным, и сообщили, что съезд распущен, а президиум арестован.
В зале началась постройка баррикад, кулачные бои. Однако, несмотря на это, 27 членов президиума были арестованы, в том числе Иван Середа и направлен в Совет народных комиссаров Западной области, делегаты съезда были разогнаны.
Совет съезда нелегально собрался на следующий день.
В телефонном разговоре между членом СНК Западной области Р. Пикелем и наркомом иностранных дел РСФСР Л. Караханом была дана фальсифицированная версия событий, связанных с работой съезда.
21 декабря Ландер в телеграмме к СНК РСФСР и наркому по национальным делам Сталину описал в сильном искажении то, что происходило на съезде и послужило его разгону. В конце декабря председатель Совнаркома Западной области К. Ландер редакции газеты «Правда» дал приближённое описание тех событий, но тоже искаженное:
Съезд пятнадцатого был созван с нарушением договоренности с товарищем Сталиным, высказавшись в принципе за признание Советской власти, поскольку она существует в России, и за контакт с Центральным Правительством Народных Комиссаров, съезд не признал установленную Советами власть для местного края с передачей её избранному на съезде организаций рады органу. В ответ на это Совет Народных Комиссаров Западной области и фронта объявил съезд распущенным, предложил его президиуму покинуть пределы фронта и края и приступил к ликвидации кадетских организаций, что нашли убежище под флагом белорусского национального движения».
Основной причиной разгона съезда стало нежелание Совнаркома Западной области и облисполкома делиться властью, законных оснований у них не было. Непосредственные участники тех событий А. Червяков, Д. Жилунович, Е. Дыла, В. Кнорин позже высказывали свое сомнение в необходимости разгона съезда.
Разгон съезда рассматривался делегатами как «акт надругательства над белорусским народом, совершенный через наплывный элемент насильников-чужаков. После этого каждый искренний белорус ещё с большей энергией, с большим огнем будет работать на благо страдающей матери Беларуси», — так писал 31 декабря 1917 г. в газете «Вольная Беларусь» делегат съезда И. Нялепка.

## Оценка
Президент Александр Лукашенко объясняет что Первый Всебелорусский съезд продемонстрировал ценности, значимые до настоящего дня. В его приветствие говорится:
События 1917 года способствовали стремлению белорусов жить в своем доме. Идея самоопределения Беларуси, которая шла снизу, от инициативы народных масс, выразилась в созыве I Всебелорусского съезда. Это народное собрание продемонстрировало важнейшие ценности, значимые для нас до настоящего дня: свое государство, его социальный характер и тот факт, что только народ, его воля, коллективный разум и лидеры могут стать подлинным источником независимости.